# Олимпико Атауальпа
«Оли́мпико Атауа́льпа» (исп. Estadio Olímpico Atahualpa) — многофункциональный стадион, расположенный в столице Эквадора Кито. Второй стадион города по вместительности после стадиона «Родриго Пас Дельгадо», также входит в пятёрку крупнейших арен Эквадора.
«Олимпико Атауальпа» — национальный стадион, на котором сборная Эквадора по футболу проводит большую часть домашних матчей.

## История
Муниципальный Олимпийский стадион в Кито строился с 1948 по 1951 год компанией Menatlas Quito C.A. Первоначально стадион вмещал 40 тыс. зрителей, в отдельные периоды после реконструкций вместимость увеличивалась до 45 тыс. человек. Стадион модернизировался в 1977, 1990 и 2002 годах, а в 1973 и 1977 годах подвергался перестройке. В 1980-е года на арене были установлены мониторы венгерского производства — Electroimpax. В рамках подготовки к Кубку Америки в 1993 году стадион закрылся на шесть месяцев. В этот период была значительно улучшена пресс-зона. С 2012 года вместимость арены составляет 35 742 зрителя.
До 1963 года арена носила название «Олимпико Мунисипаль „Эль-Батан“», а затем получила своё современное название. Атауальпа (1497—1533) — знаменитый правитель региона (наместник провинции) Кито, восставший против законного правителя Империи инков Уаскара в начале XVI века.
В 2012 году министр спорта Эквадора Хосе Франсиско Севальос заявил, что к 2023 году планируется увеличить вместимость стадиона «Олимпико Атауальпа» до 50 тысяч зрителей, поскольку такой порог необходим для принятия финала Кубка Америки, который будет проводить Эквадор.
Стадион «Олимпико Атауальпа» расположен на высоте 2780 метров над уровнем моря. В 2007 году ФИФА запретила проведение матчей на высоте свыше 2750 метров, однако вскоре, под нажимом южноамериканских футбольных ассоциаций, барьер был поднят до отметки в 3 тыс. метров и запрет на проведение игра на «Олимпико Атауальпе» был снят.

### Домашние команды
В разные годы «Олимпико Атауальпа» был домашней ареной для многих клубов из Кито и близлежащих городов.
- ЛДУ Кито — играл на стадионе с 1962 по 1996 год. Переехал на собственный стадион.
- «Аукас» (1962—1991). Переехал на собственный стадион.
- «Эспанья» (1962). Клуб прекратил существование в 1963 году.
- «Политекнико» (1962—1972). Потерял профессиональный статус в 1973 году.
- «9 Октября» (1984). Клуб из Гуаякиля временно выступал в Кито.
- «Индепендьенте дель Валье» (2010, КЛ-2016, КЛ-2017). Клуб из Сангольки временно выступал в Кито в 2010 году, а также использовал арену для домашних матчей в Кубке Либертадорес.
- «Универсидад Текнолохика Экиноксиаль» (2010—2011). Клуб временно выступал на «Олимпико Атауальпе».
- «Универсидад Сан-Франсиско» (2010—2011). Клуб временно выступал на «Олимпико Атауальпе».

В настоящий момент на стадионе выступают «Эль Насьональ», «Универсидад Католика», «Америка» и Депортиво Кито

## Важнейшие матчи и турниры
Ниже представлены важнейшие матчи и турниры, которые проходили на стадионе «Олимпико Атауальпа»:
- Боливарианские игры 1965
- Домашние матчи сборной Эквадора в рамках Кубка Америки 1975 (турнир проходил по Олимпийской системе)
- Домашние матчи сборной Эквадора в рамках Кубка Америки 1979 (турнир проходил по Олимпийской системе)
- Чемпионат Южной Америки по футболу среди молодёжных команд 1983
- Кубок Америки 1993 (групповой этап, два четвертьфинал, полуфинал)
- Чемпионат мира по футболу среди юношеских команд 1995
- Чемпионат Южной Америки по футболу (юноши до 17 лет) 2007 и 2011 годов
- Финал Кубка Либертадорес 2016 — «Индепендьенте дель Валье» (Сангольки) использовал «Олимпико Атауальпу», поскольку их арена не соответствовала требованиям КОНМЕБОЛ.
- Чемпионат Южной Америки по футболу среди молодёжных команд 2017